# Winterborne St. Martin
Winterborne St. Martin è un villaggio e parrocchia civile dell'Inghilterra, appartenente alla contea del Dorset.